# Raja Singha II
Raja Singha II, of ook wel Rajasinghe II, was de derde koning van het koninkrijk Kandy, van 1635 tot zijn overlijden in december 1687. 
Hij werd geboren in Mahiyangana in Sri Lanka in 1612. Zijn werkelijke naam was Mahastana en hij was de jongste zoon en opvolger van koning Senarat. Deze had samen met Kusumasana Devi, beter bekend onder haar Portugese doopnaam Dona Catherina, drie zonen, die ieder een deel van het rijk erfden, maar na een onderlinge strijd werd Raja Singha alleenheerser. De naam Raja Singha (Leeuwenkoning) nam hij aan ter ere van de laatste koning van het oudere koninkrijk Sitawaka, Raja Singha I. Meerdere koningen van Kandy na hem zouden dat ook doen. 
Het koninkrijk Kandy bevond zich in de jungle in het bergachtige binnenland van het eiland dat in Europa bekend stond als Ceylon, en had het machtsvacuüm opgevuld dat was ontstaan na de ondergang, door onderlinge strijd en onderwerping door de Portugezen, van de zuidwestelijke rijken van Kotte en Sitawaka en het noordelijke rijk van Jaffnapatnam.

## Beginperiode
Raja Singha's regeerperiode viel samen met een deel van de Portugese en daarna de Nederlandse overheersing door de VOC. Het meeste dat over hem bekend is is afkomstig uit contacten met Europeanen. Hierin komt hij naar voren als een excentrieke, wispelturige, wrede tiran en een 'trouweloze vos'. Ook als iemand die gesteld was op vleierij, geschenken en voorname titels. Ongetwijfeld zal dit beeld gekleurd zijn, maar zeker is dat hij een sterke persoonlijkheid was, die meer dan 50 jaar een krachtige tegenstrever was van de VOC.
Hij groeide op aan een hof dat beïnvloed was door de Portugezen, en sprak zelfs Portugees. De Portugezen hadden zich in de 16de eeuw gevestigd in het zuidwestelijke en noordelijke deel van het eiland. Ze exporteerden kaneel, dat vrijwel uitsluitend op Ceylon groeide, en behaalden daarmee grote winsten in Europa. Ze raakten echter in een bloedige oorlog verwikkeld met het rijk van Kandy. Al in 1602 had de eerste koning van Kandy, Wimaladharmasuriya I, de Hollanders gevraagd de Portugezen te verdrijven in ruil voor de kaneelhandel. De Hollanders waren, in tegenstelling tot de Portugezen, niet geïnteresseerd in verovering en bekering, maar alleen in handel. In eerste instantie was van samenwerking echter niets gekomen. In 1636 probeerde Raja Singha het opnieuw, door middel van een brief aan de Nederlandse gouverneur van Coromandel, Carel Reiniersz. Toen de Portugezen hier lucht van kregen trokken ze onder leiding van de Portugese gouverneur op naar Kandy, maar troffen er een verlaten stad aan, die ze plunderden en in brand staken. Op de terugtocht, bij het plaatsje Gannoruwa, werden ze echter overvallen door het leger van Raja Singha en verpletterend verslagen. Ook de gouverneur sneuvelde daarbij.
In 1638 voer, na goedkeuring vanuit Batavia, een vloot van de VOC onder Adam Westerwoldt vanuit India naar de oostkust van Ceylon en veroverde het daar kort tevoren door de Portugezen gebouwde fort van Batticaloa. Datzelfde jaar veroverde een vloot onder Antonie Caan ook het ten noorden daarvan gelegen fort Trincomalee. Bovendien werd er een verdrag gesloten waarin de VOC beloofde de koning te helpen de Portugezen van het hele eiland te verjagen en daarvoor het monopolie op de handel in kaneel kreeg. Veroverde forten zouden door de VOC bemand worden om Ceylon te beschermen tegen een terugkeer van de Portugezen. De kosten van de garnizoenen en benodigde verbeteringen van de forten zouden door de koning betaald worden. Dit verdrag werd in de latere geschiedenis van de VOC op Ceylon door beide partijen verschillend geïnterpreteerd. Niet duidelijk was in hoeverre de koning het recht had om de forten terug te vorderen om te laten afbreken als hij zelf niet aan zijn verplichtingen voldeed. Het veroveren ervan was een aanzienlijke investering voor de VOC, zowel in geld als in mensenlevens, en ze beschermden de kaneelschillers en de handel, niet in het minst tegen de opkomende concurrentie van de Engelsen en de Fransen.

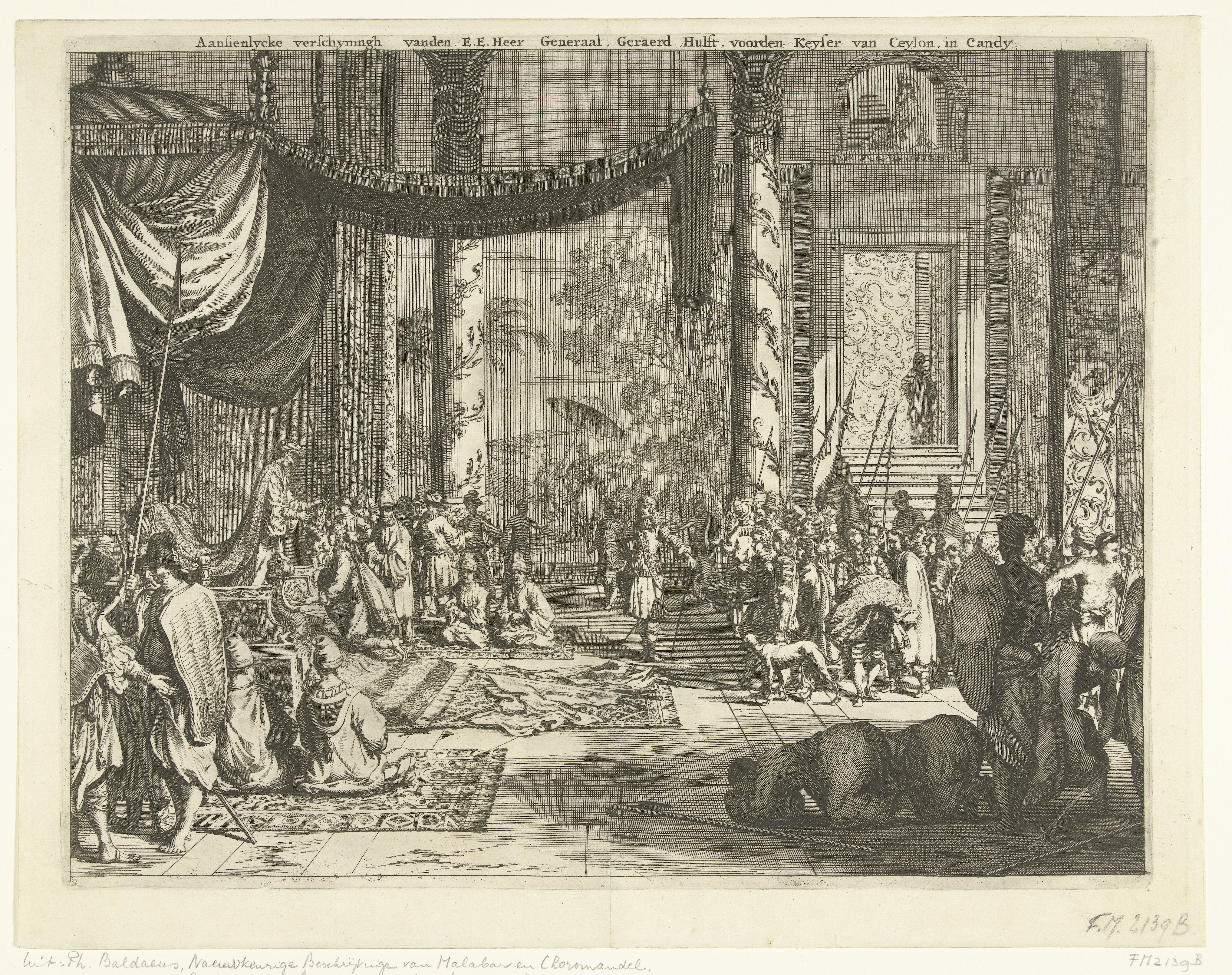
Ten tijde van het beleg van Colombo in 1656 bezoekt Gerard Hulft het hof van Raja Singha in Kandy

Na de verovering van Negombo en Galle (1640), Colombo 1656) en Jaffna (1658) bezette de VOC het grootste deel van de kust van het eiland, zodat het rijk van Kandy ingesloten raakte en de handel met India ernstig belemmerd werd. De relatie verslechterde hierdoor. Op zijn beurt belemmerde Raja Singha het schillen van kaneel op zijn grondgebied, of riep de kaneelschillers (een kaste met een traditionele plicht om kaneel te schillen) op te stoppen met schillen. Soms werden dorpen ontvolkt en oogsten verbrand. Een andere taktiek was het ingaan op de avances van de Engelsen in Madras, die het handelsmonopolie van de VOC probeerden te doorbreken.

## Rebellie
In brieven aan de VOC in Colombo beklaagde Raja Singha zich over verraders aan zijn hof en dat hij het slachtoffer was van hekserij en vergiftiging. Hij vroeg hen dan om doktoren en medicijnen te sturen. Regelmatig werden complotten ontdekt en werden de verdachten ter dood gebracht. In de jaren 1664-1665 kreeg hij te maken met een daadwerkelijke rebellie tegen zijn despotisch gezag. Onder leiding van Ambanvela Rala, een telg uit een adellijke familie, werd zijn paleis bezet en wist hij zelf ternauwernood te ontsnappen. Zijn getrouwen wisten het tij echter te keren en de meeste rebellen werden gedood. Ambanvela Rala zelf werd naar Colombo gebracht om door de VOC gemarteld en geëxecuteerd te worden, waarschijnlijk om te voorkomen dat hij in Kandy een martelaar werd. In Colombo dacht men hier anders over. Men kreeg een goede indruk van Ambanvela, en zag in hem een betere kandidaat voor de troon van Kandy. Hij gaf de VOC waardevolle informatie en werd zelfs naar Batavia gebracht, tot woede van Raja Singha. Ambanvela leefde vervolgens nog enkele jaren in Jaffna, maar ging toen toch weer terug naar Kandy, waarna er niets meer van hem werd vernomen.

## Verzamelwoede
Raja Singha stond bekend als verzamelaar van exotische dieren, die hij deels als geschenken kreeg van de VOC. Als fervent valkenier vroeg hij hen bijvoorbeeld om haviken of andere roofvogels. Ook was hij berucht om het kidnappen van buitenlanders. Ook van hen bouwde hij in de loop van de tijd een verzameling op. Sommigen werden gevangen gehouden en anderen mochten een bestaan opbouwen maar het rijk niet verlaten. De bekendste was de Engelsman Robert Knox, die 19 jaar in Kandy leefde voordat hij erin slaagde te ontsnappen naar VOC gebied. Hij was lid van de bemanning van het Engelse schip Anne, dat in 1659 in de baai van Trincomalee voor anker was gegaan voor reparaties en een poging om handel te drijven. De bemanning werd mee naar Kandy gevoerd. Na zijn ontsnapping schreef Knox een bestseller over zijn ervaringen. Veel Nederlanders overkwam hetzelfde lot: gevangengenomen soldaten, ambassadeurs die na een bezoek niet meer mochten vertrekken, en gezanten die hen kwamen vrijpleiten en toen zelf vast werden gehouden. Een aantal traden vrijwillig in dienst van Raja Singha; deserteurs, maar ook ambassadeurs die zelf besloten te blijven. Sommigen werden aangesteld als legerofficier of als adviseur aan het hof, omdat ze als buitenstaanders minder geneigd waren tot intrigeren.
Een ambassadeur die teruggekeerde was de jonge soldaat Henricus van Bijstervelt, die zich in 1671 bij Van Goens als vrijwilliger had aangemeld om Raja Singha brieven te overhandigen en door hem vastgehouden krijgsgevangenen en eerdere gezanten vrij te krijgen. Dat laatste lukte hem niet, maar toen hij na 8 maanden terugkwam schreef hij een rapport dat de VOC belangrijke inzichten over het hof van Kandy verschafte.
Een ander bekend geval was de Franse gezant De la Nerolle met zijn gevolg, afkomstig van de Escadre de Perse vloot die in 1672 vanuit de baai van Trincomalee handelsbetrekkingen met Kandy probeerde aan te knopen. Ook zij werden vastgehouden en nooit meer vrijgelaten. In 1714 deed gouverneur Hendrik Becker op verzoek van de Fransen in Pondicherry nog een vergeefse poging De la Nerolle vrij te krijgen, maar datzelfde jaar stierf hij. De nakomelingen van De la Nerolle leven nu nog in Sri Lanka.

## Latere periode

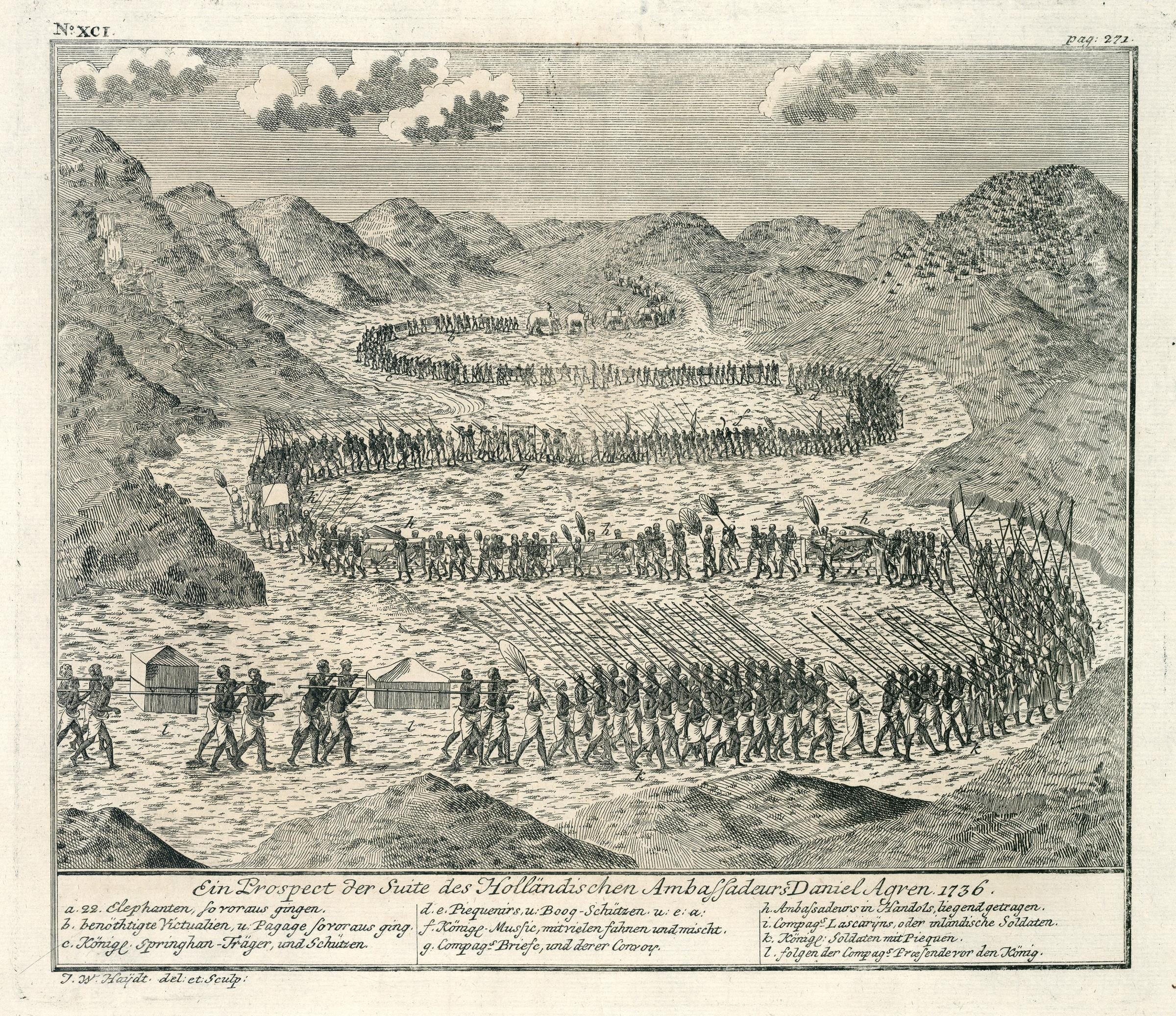
Op weg naar Kandy voor de jaarlijkse audiëntie in 1736

Onder de in Galle zetelende gouverneurs Thijssen, Maetsuycker, van Kittensteyn en van der Meijden was de relatie met Raja Singha redelijk stabiel, maar hij verslechterde toen het in 1656 veroverde fort Colombo niet aan hem werd overgedragen. Daarna werd in de tijd van Rijcklof van Goens, die voor het eerst in 1660 aantrad, door de VOC een expansionistisch beleid gevoerd, waarbij gepoogd werd het rijk van Kandy af te sluiten van de buitenwereld en gebieden in het binnenland waar de kaneelbomen groeiden in bezit te nemen. Van Goens wilde van Ceylon naast Batavia een tweede rendez-vous voor Azië maken. Toen hij in 1678 gouverneur-generaal van de VOC werd en zijn zoon Rijcklof van Goens de Jonge hem opvolgde als gouverneur van Ceylon werd dit beleid nog sterker. De strijd tegen Raja Singha ging echter ten koste van de kaneeloogst en de kosten van de militaire campagnes en onderhoud van de forten drukten zwaar op de winst. Van Goens kwam geïsoleerd te staan en vertrok naar Holland. Onder zijn opvolger Speelman, met Laurens Pijl inmiddels als gouverneur van Ceylon, werd overgeschakeld van strijd naar een politiek van verzoening en het paaien van Raja Singha door middel van vleierij. Pijl sprak hem op zijn verzoek aan met keizer in plaats van koning, en noemde zichzelf in een brief de 'Keijsers alder getrouwsten gouverneur en ootmoedigen dienaar', Ook begon hij met het sturen van jaarlijkse ambassades met geschenken naar Kandy. Onder zijn opvolgers in de 18de eeuw werd dit beleid voortgezet.

## Relatie Kandy en de VOC
In het begin van Raja Singha's regeerperiode was de relatie met de VOC gebaseerd op het verdrag uit 1638, ondertekend door hemzelf, Adam Westerwoldt en Willem Coster. Grotendeels waren ze het eens over die relatie: de VOC beschermde de kust van Ceylon tegen indringers. In eerste instantie tegen een terugkeer van de Portugezen, maar later tegen welke vreemde mogendheid dan ook. De VOC had hier forten aan de kust voor nodig, voor het kostbare onderhoud en bemanning waarvan de koning een bijdrage hoorde te leveren. Aan de andere kant behield deze zich het recht voor forten te vorderen en te laten afbreken. Forten in het binnenland zag hij als een affront, en die waren er ook nauwelijks. De VOC stond begin 17de eeuw inderdaad de oostelijke forten van Batticaloa en Trincomalee aan de koning af. Later deed ze dat niet meer, omdat Raja Singha niet voldoende bijdroeg aan de oorlog tegen de Portugezen, en ook niet aan de kosten van onderhoud van de forten en de garnizoenen, die zwaar drukten op de handelsopbrengst. Ze hield de forten daarom in onderpand totdat de koning de rekening betaalde. Deze betaalde echter nooit, zodat de schuld door de jaren heen tot een onbetaalbaar bedrag opliep.

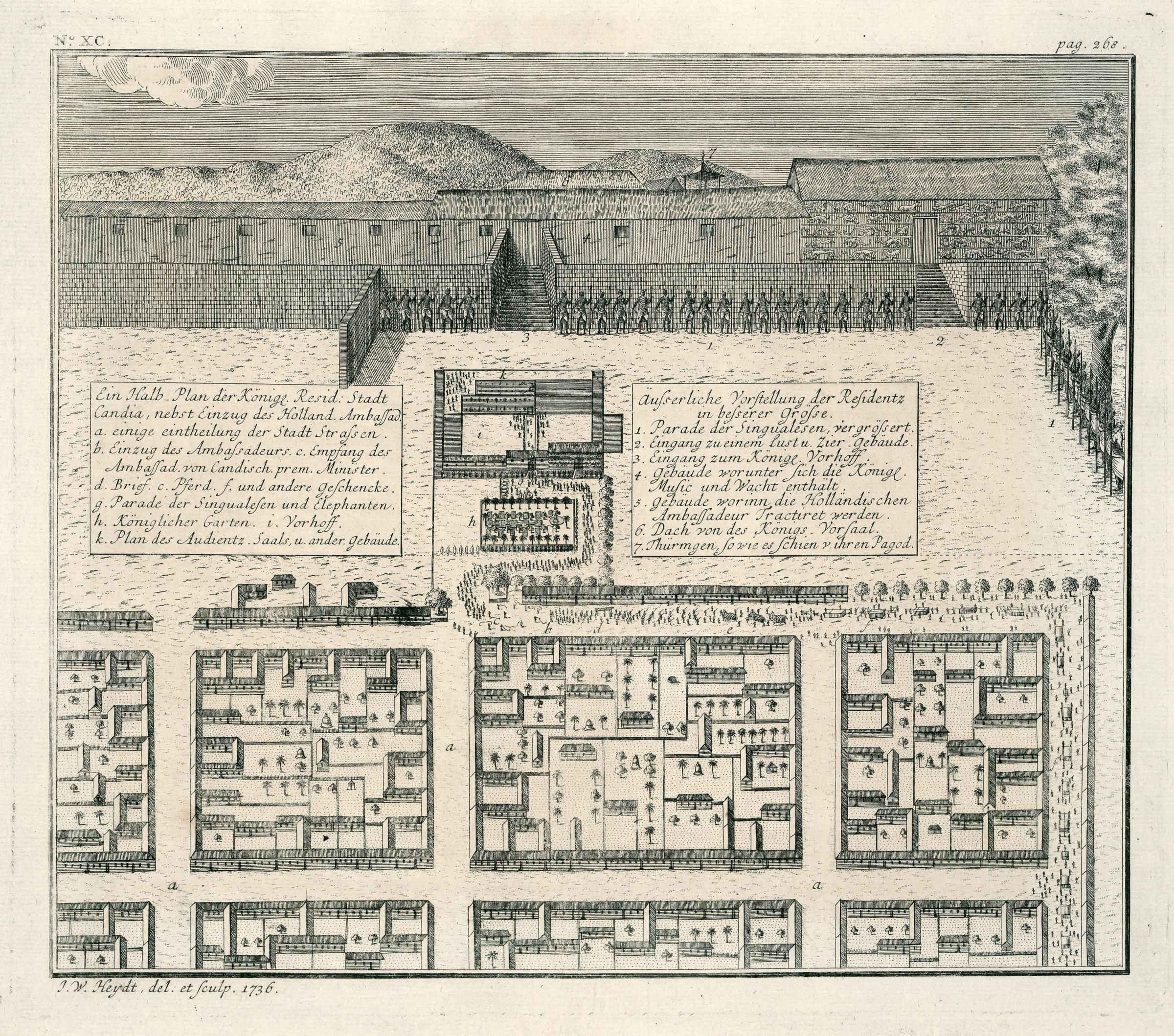
Het koninklijk paleis in Kandy in de 18e eeuw

Nadat de Portugezen definitief verdreven waren werd de in feite dubieuze legitimiteit van het territoriaal bezit van de VOC teruggevoerd op de investering de ze had gedaan in de verovering op de Portugezen, en later in de 18de eeuw werd daaraan toegevoegd het feit dat men de territoria reeds lang in bezit had. Dit was overigens een interne discussie. Voor de koning was de VOC een ingehuurde veiligheidsdienst. Het verdrag uit 1638 was toen in de vergetelheid geraakt. De relatie werd ad-hoc onderhouden door middel van de jaarlijkse audiënties.
De relatie werd wel verschillend ervaren door beide partijen. De VOC zag het als een zakelijke relatie. Het hof van Kandy zag de VOC als dienaren. De geschenken die de VOC meebracht op de jaarlijkse audiënties naar Kandy werden door de VOC gezien als betaling in natura in ruil voor rechten om kaneel te schillen op Kandiaans grondgebied en voor het transport van olifanten voor verkoop aan India. Door Raja Singha werden de geschenken gezien als tribuut. Dat idee werd nog versterkt door de extreme vleierij in de officiële correspondentie van de VOC. De VOC onderging de vernedering met tegenzin, om de handel niet in gevaar te brengen. Hoe onderdaniger ze zich echter opstelde, des te overmoediger werd de koning.

## Opvolging
Raja Singha was de traditie begonnen om te trouwen met prinsessen van de Nayakdynastie uit Madoera in wat nu Tamil-Nadu is in Zuid-India, en toen hij in 1687 overleed werd hij opgevolgd door een zoon uit dat huwelijk, Wimaladharmasuriya II. Die bleek een veel schappelijker persoon te zijn en een toegewijd Boeddhist. De relatie tussen Kandy en de VOC kwam toen in een rustiger vaarwater. De traditie om Nayakprinsessen tot vrouw te nemen zou er toe leiden dat halverwege de 18e eeuw het rijk van Kandy overging op een Nayakdynastie.

## Afbeeldingen

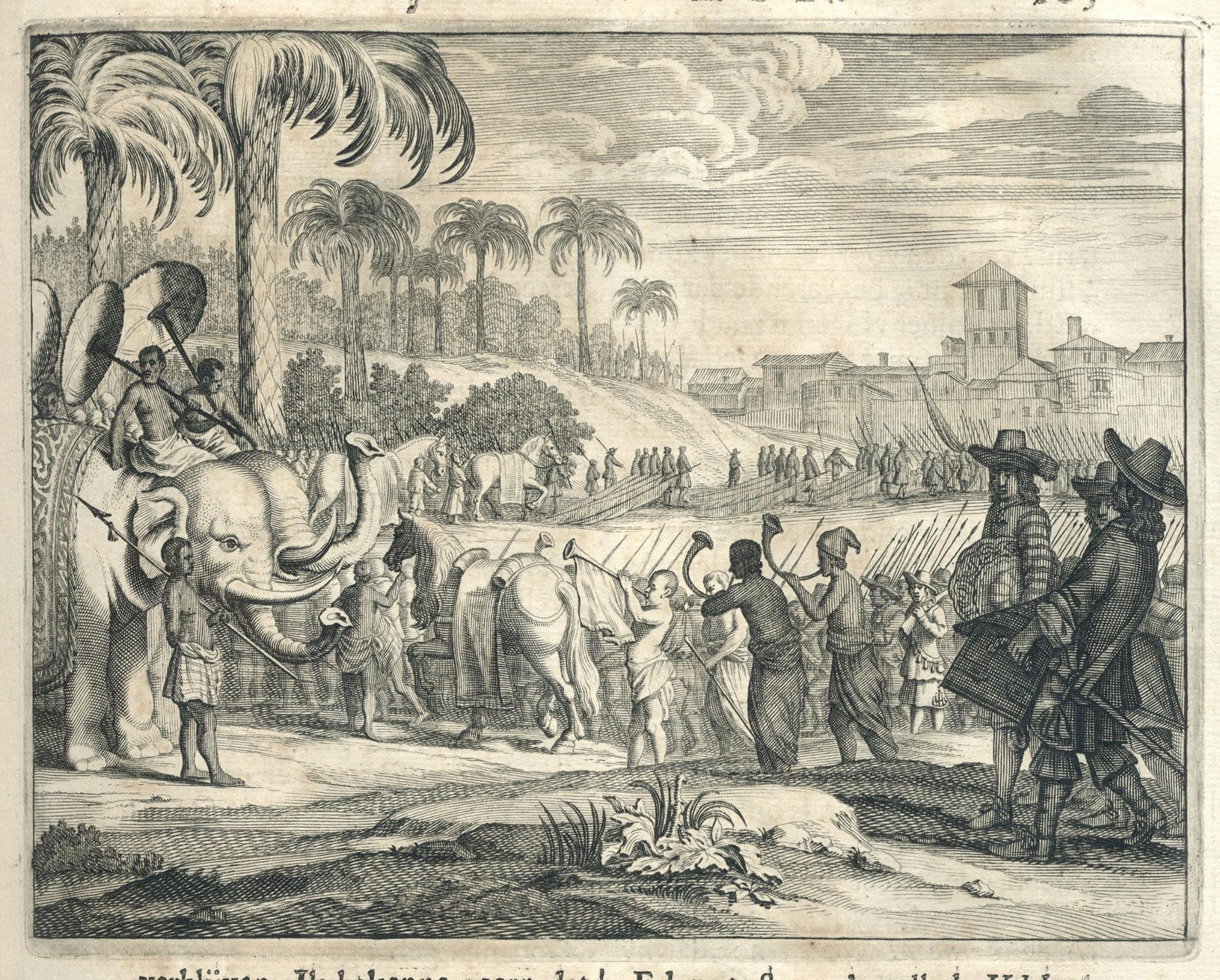
Gerard Hulft arriveert aan het hof van Raja Singha in 1656
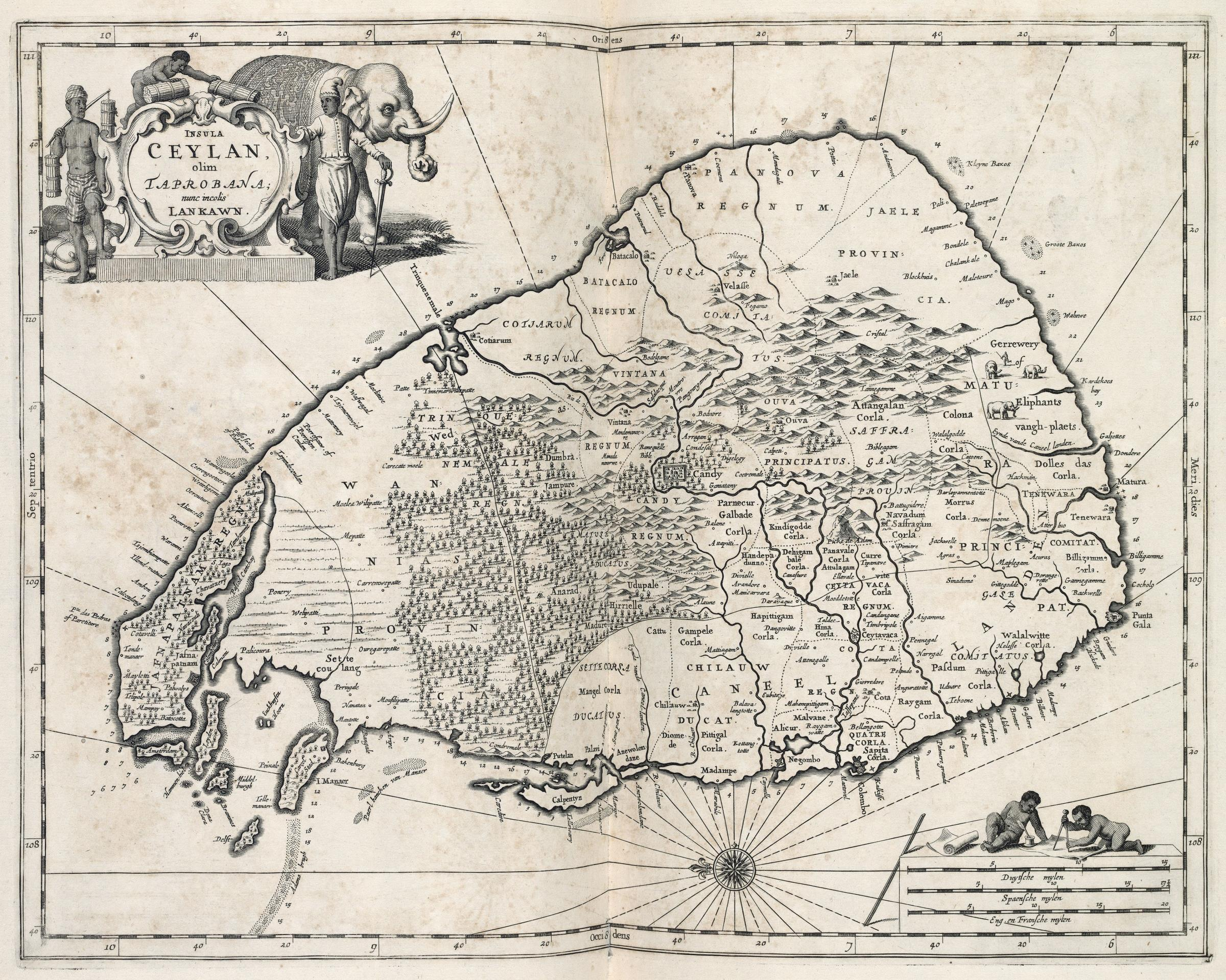
Kaart van Ceylon uit 1672, met Kandy in het midden van het eiland
Veel toegepaste executiemethode onder Raja Singha. Illustratie uit het boek van Robert Knox.
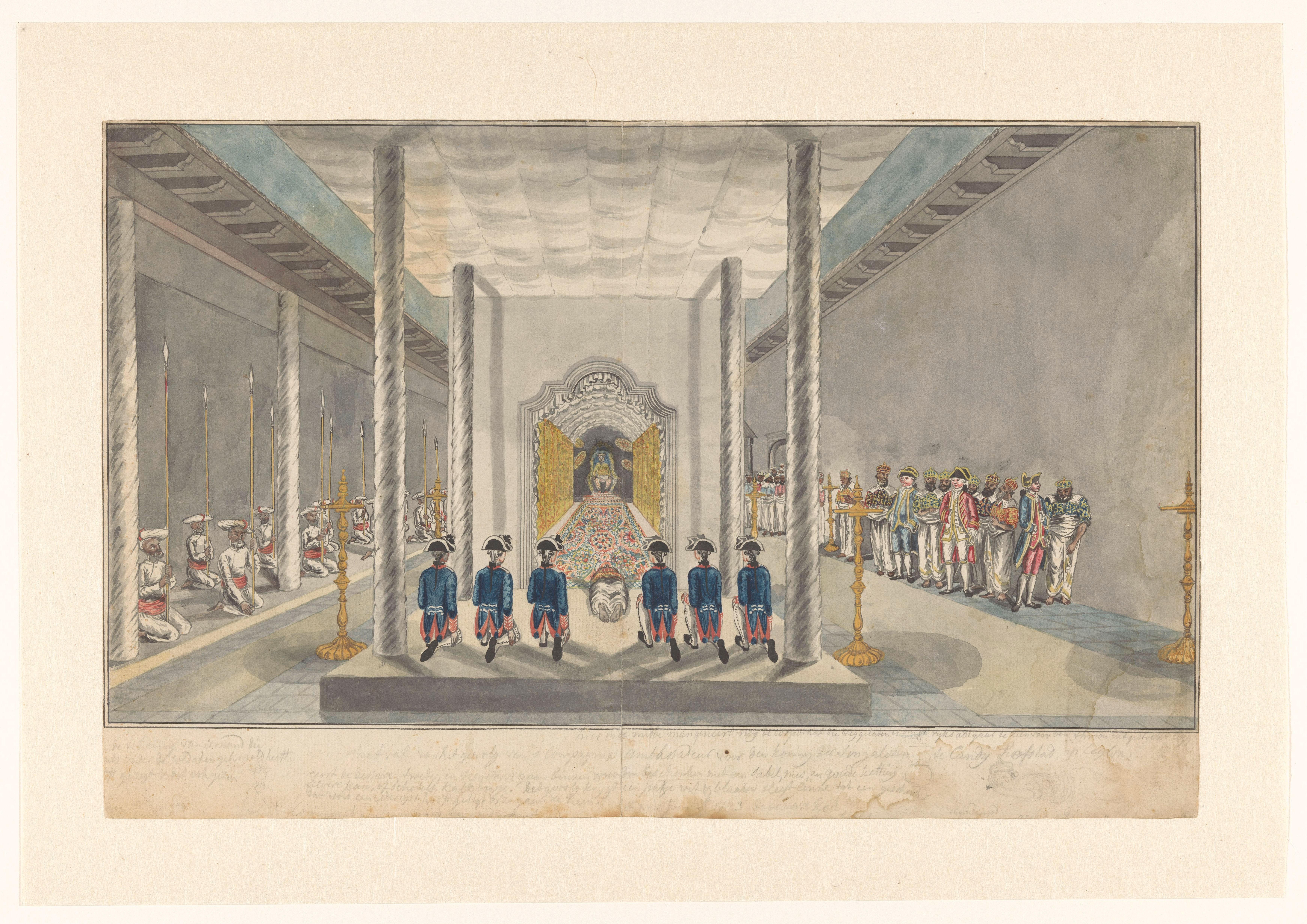
Gezantschap van de VOC op audiëntie bij de vorst van Kandy, Sri Rajadi Raja Singha in 1785
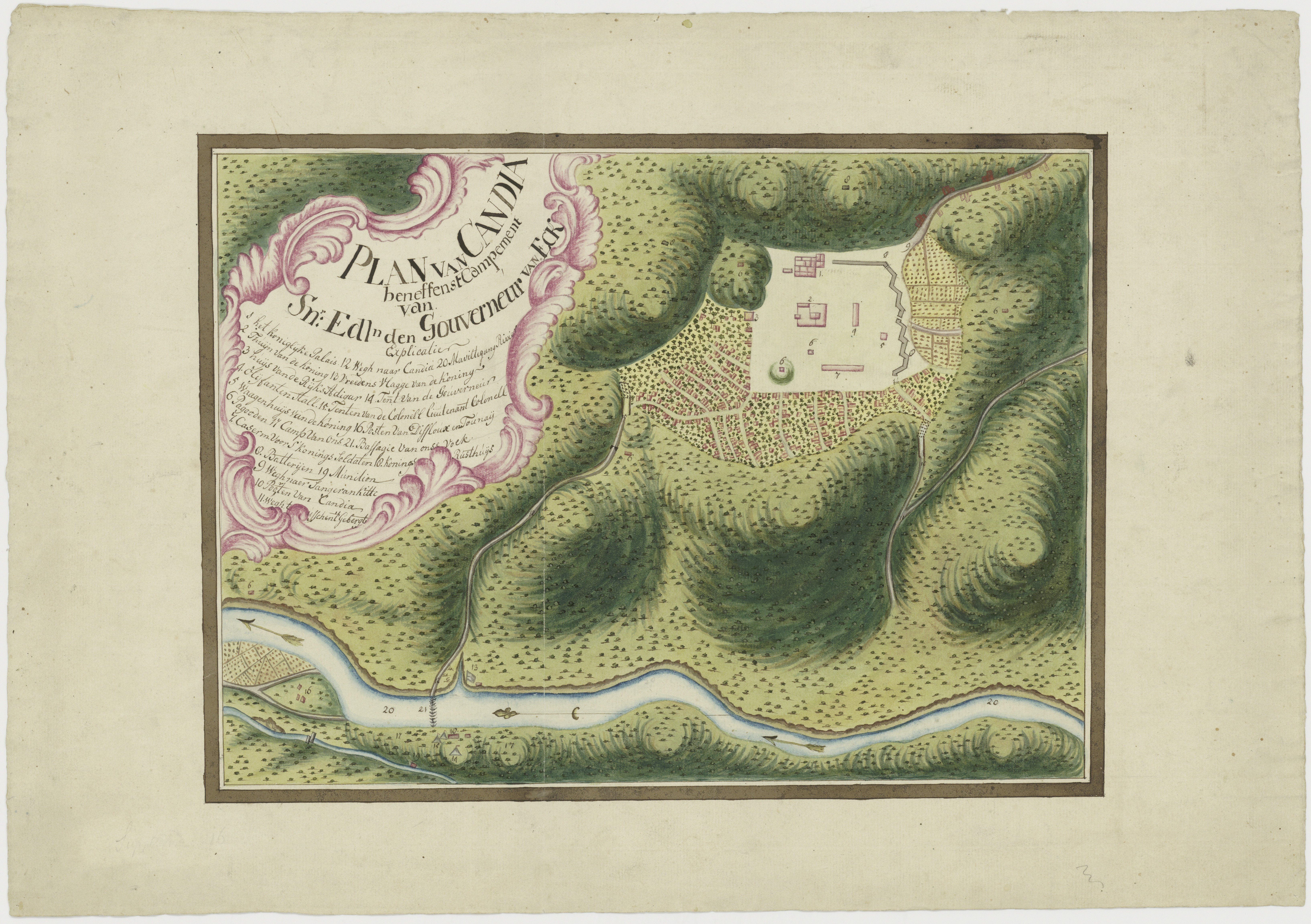
Plattegrond van Kandy uit 1765